# Odonellia
Odonellia es un género de plantas con flores perteneciente a la familia de las convolvuláceas, con dos especies.

## Taxonomía
El género fue descrito por K.R.Robertson   y publicado en Brittonia 34(4): 417–418. 1982. La especie tipo es: Odonellia hirtiflora (M.Martens & Galeotti) K.R.Robertson

## Especies
- Odonellia eriocephala (Moric.) K.R.Robertson
- Odonellia hirtiflora (M.Martens & Galeotti) K.R.Robertson